# 스포츠 해설가

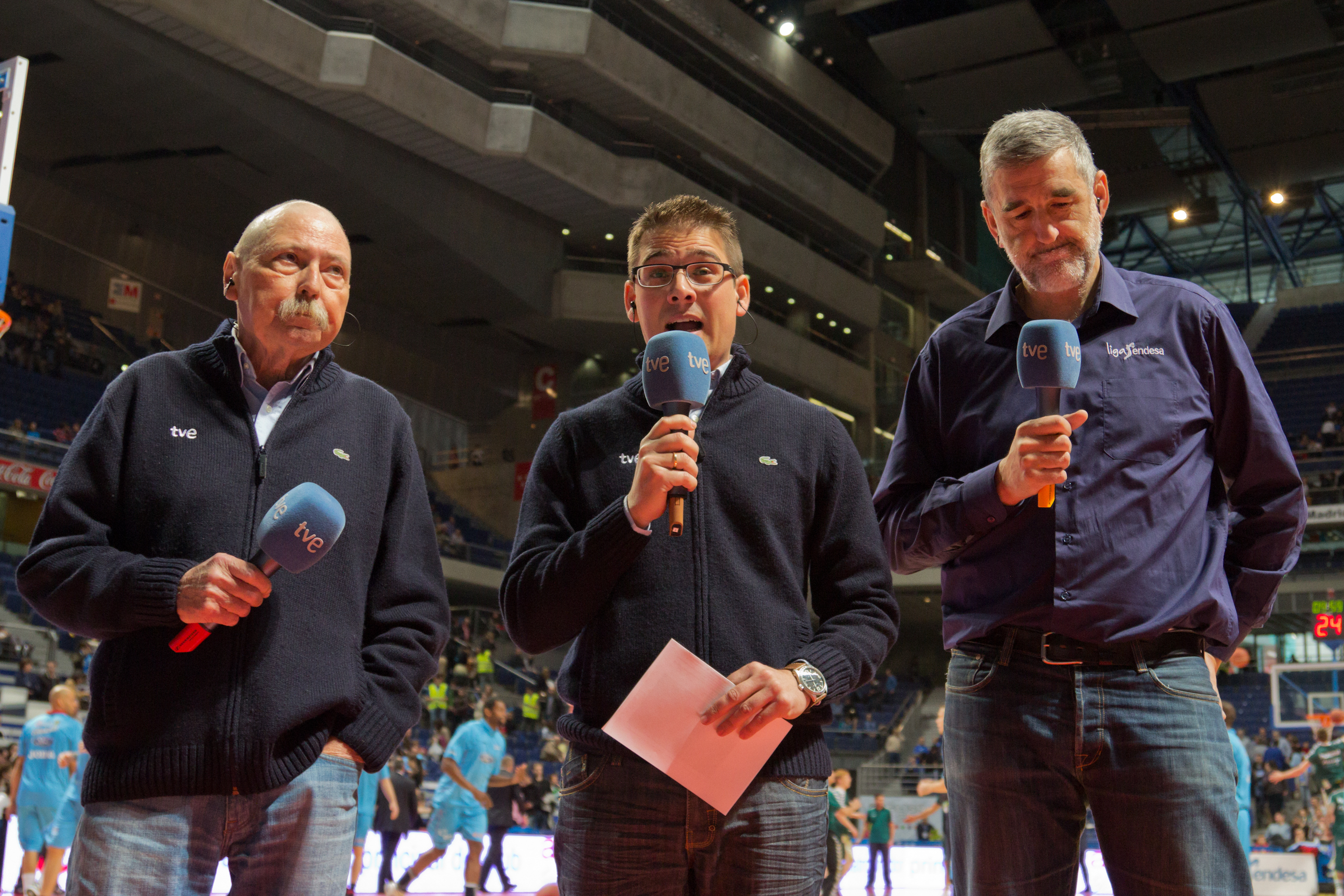

스포츠 해설가(영어: color commentator, expert commentator, summarizer, analyst)는 스포츠 방송 진행자 중 스포츠 방송 중계시 캐스터의 경기 진행 상황 설명에 전문적인 부연 설명으로 도움을 주는 진행자를 의미한다.
영어권에서는 색을 입힌다는 의미로 color commentator로 불린다.
해설자나 해설위원으로도 불리며 주로 해당 스포츠 종목의 선수나 감독 출신이 해설가를 하는 경우가 대부분이지만 비경기인 출신 해설가도 늘어나고 있는 추세이다.

## 종목별 스포츠 해설가

### 야구 해설가
- 허구연
- 김선우
- 심수창
- 이용철
- 이순철
- 박용택
- 봉중근
- 장성호
- 장정석
- 김태균
- 김경기
- 김재현
- 민훈기
- 양상문
- 이순철
- 안경현
- 이동현
- 이승엽
- 허구연
- 양준혁
- 박재홍
- 심재학
- 이상훈
- 심수창

### 피겨스케이팅 해설가
- 곽민정
- 방상아
- 이호정
- 김해진

### 축구 해설가
- 안정환
- 박문성
- 장지현
- 서형욱
- 김동완
- 박주호
- 이영표

### 농구 해설가
- 신기성
- 김태술
- 이규섭

### 바둑 해설가
- 조인선 四단
- 이상헌 四단
- 안형준 五단
- 송규상 五단
- 김만수 八단
- 이희성 九단
- 한철균 九단
- 박정상 九단
- 양상국 九단
- 홍민표 九단
- 백홍석 九단
- 목진석 九단
- 홍성지 九단
- 최명훈 九단
- 유창혁 九단
- 이현욱 九단
- 윤현석 九단
- 김영환 九단